# Саффа, Джейкоб
Джейкоб Джусу Саффа (англ. Jacob Jusu Saffa) — сьерра-леонский политик, занимавший пост главного министра Сьерра-Леоне с 30 апреля 2021 по 10 июля 2023 года. Министр финансов Сьерра-Леоне с 12 апреля 2018 по 12 мая 2021 года.

## Биография
Саффа имеет степень бакалавра наук (с отличием) по экономике Колледжа Фура-Бей Университета Сьерра-Леоне и степень магистра гуманитарных наук в области экономического развития и планирования Института экономического развития и планирования (IDEP) Экономической комиссии ООН по Африка в Дакаре, Сенегал.
С 2005 по 2011 год Саффа был национальным генеральным секретарём народной партии Сьерра-Леоне.
С 2018 года до своего назначения главным министром в 2021 году Саффа был министром финансов.

## Другие занятия
Африканский банк развития (AfDB), член Совета управляющих по должности (с 2018).
Банк инвестиций и развития ECOWAS (EBID), бывший член Совета управляющих (с 2018).